# 布雷達城堡

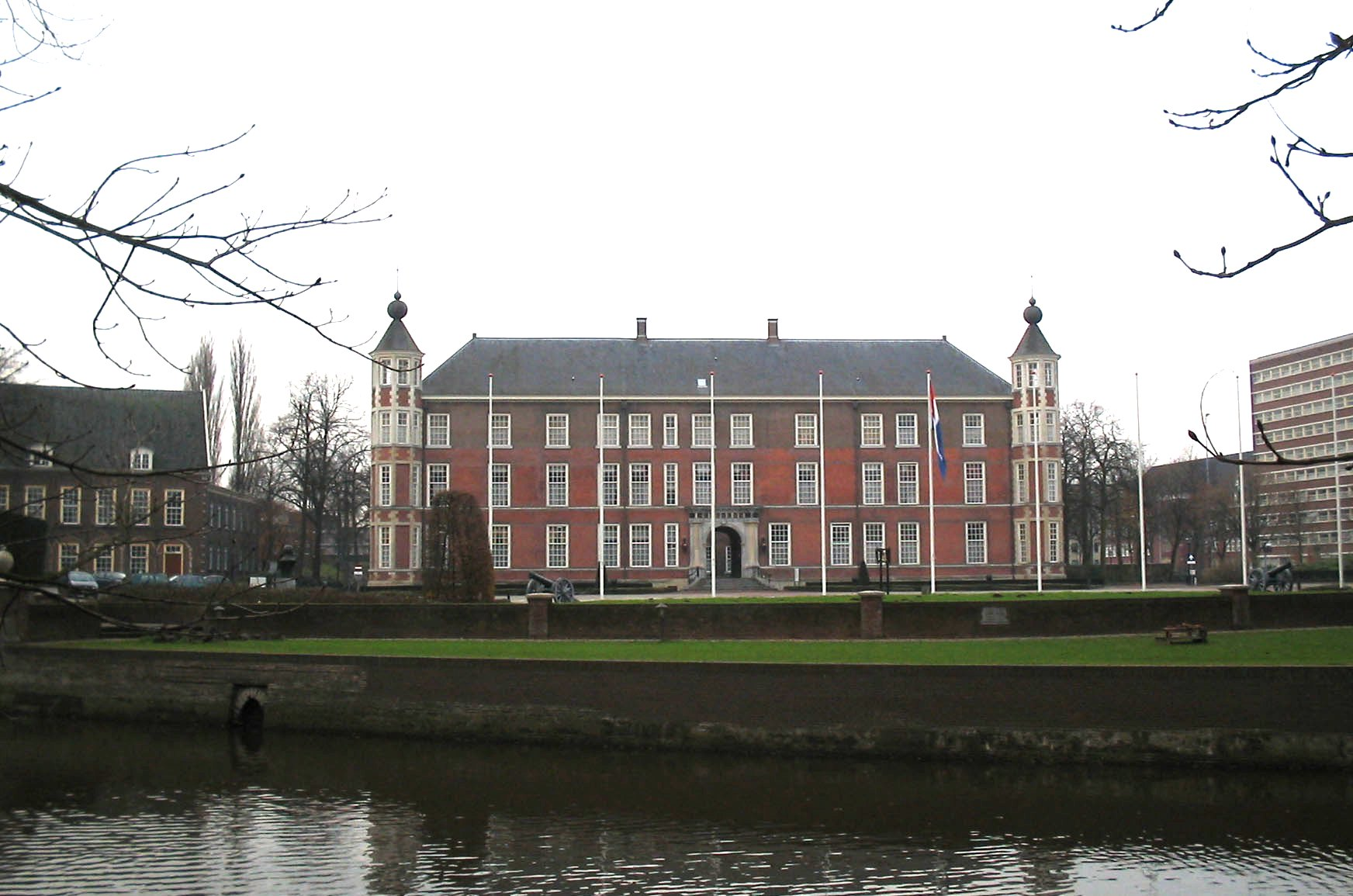
布雷達城堡

布雷達城堡（Breda Castle）是荷蘭城市布雷達的一座城堡建築。布雷達在12世紀時就已經有要塞建築。15世紀時，城堡進行了擴建。16世紀時，布雷達城堡又改建為一座文藝復興風格的宮殿建築，並增建一座小教堂。1667年，英國、法國、荷蘭等七國在此簽署布雷達條約。

## 外部連結
- Virtuele rondgang Kasteel van Breda （荷兰文）